# Гексацианоферраты
Гексацианоферра́ты (II) (ферроциани́ды, соли железистосинеродистой кислоты) — соединения, содержащие комплексный ион [Fe(CN)6]4−. Например, ферроцианид калия K4[Fe(CN)6] (желтая кровяная соль) применяется в аналитической химии (для определения Fe3+), а также для получения берлинской лазури.

## Свойства
Анион {\displaystyle {\ce {[Fe(CN)6]^4-}}} очень прочен (его константа нестойкости, по разным данным, от 4⋅10−36 до 1⋅10−35), не разлагается ни щелочами, ни кислотами, устойчив по отношению к воздуху; поэтому растворы ферроцианидов не дают реакций ни на {\displaystyle {\ce {Fe2+}}}, ни на {\displaystyle {\ce {CN-}}}.

## Применение
- Двойные гексацианоферраты калия и меди, или калия и никеля используются в аналитической практике и химической технологии переработки жидких радиоактивных отходов,
- для извлечения радиоактивных изотопов цезия
- как комплексообразователь в электролитах для осаждения медных, палладиевых и золотых электрохимических покрытий.